# Platygaster leguminicolae
Platygaster leguminicolae är en stekelart som beskrevs av Fouts 1920. Platygaster leguminicolae ingår i släktet Platygaster och familjen gallmyggesteklar. Inga underarter finns listade i Catalogue of Life.